# Sant Josep i el Nen Jesús (Museu de Santa Cruz)
El llenç de Sant Josep amb el Nen Jesús, actualment al Museu de la Santa Cruz, a Toledo, és una obra d'El Greco, catalogada per Harold Wethey amb la referència 254. És possible que aquesta tela sigui la que està esmentada en el segon inventari realitzat per Jorge Manuel Theotocópuli després de la mort del mestre, i que hi consta amb el número 32.

## Anàlisi de l'obra
Signat amb fines lletres cursives gregues, actualment incompletes, en el paper abaix a l'esquerra: δομήνικος Θεοτοκóπουλος ε'ποíει (doménikos theotokópoulos e`poíei) 
Oli sobre llenç; 109 x 56 cm.; Museu de Santa Cruz, Toledo.
És una versió petita però magnífica del llenç: Sant Josep i el Nen Jesús (Capella de San José). El Nen Jesús vesteix de color rosa, i Josep de Natzaret porta una mena de mantell groc sobre la túnica blava. A la part inferior dreta, com tantes altres vegades, veiem un paisatge imaginari de Toledo, mentre que a l'esquerra el pintor representa el pont d'Alcántara i el Castell de San Servando.